# عملية سوداء

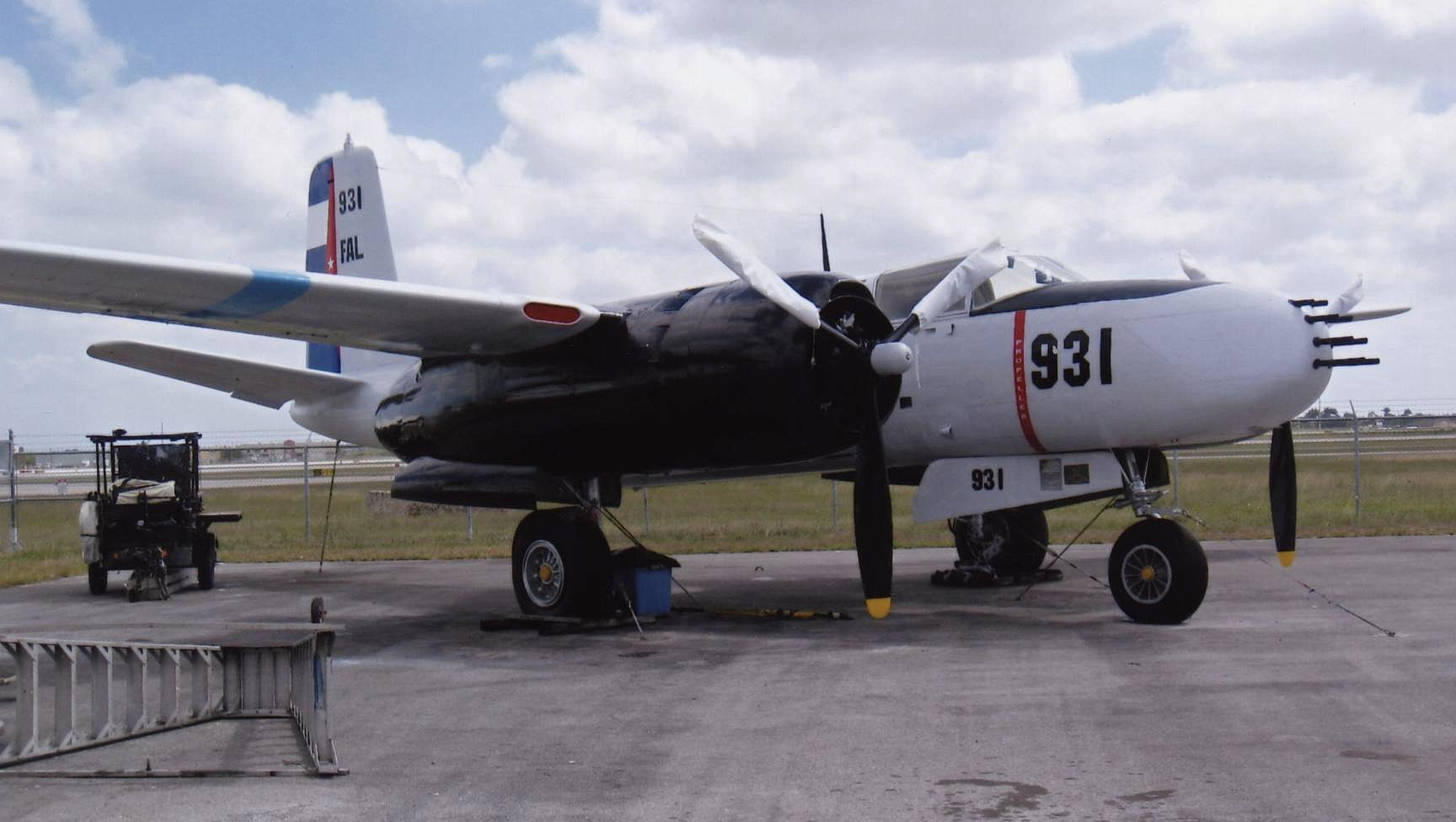

العملية السوداء (بالإنجليزية: Black operation)‏ هي عملية سرية تقوم بها حكومة أو وكالة حكومية أو منظمة عسكرية، وتشمل أنشطة من شركات أو مجموعات خاصة، والملامح الرئيسية للعملية السوداء هو السرية التامة مع الصيت السيء وتجنب نسبتها للجهة الحقيقية التي قامت بها. والفارق الرئيسي عن العملية السرية الطبيعية أنها تحوي قدراً كبيراً من الخداع لإخفاء الجهة المسؤولة عن القيام بها (تسمى عمليات الراية المزورة false flag) 